# Клуб Винкс: Волшебное приключение
«Клуб Винкс: Волше́бное приключе́ние» (итал. Winx Club: Magica Avventura) — итальянский 3D-стереоскопический полнометражный мультфильм производства Rainbow CGI при поддержке Sky Cinema. Мультфильм дебютировал на экранах кинотеатров в России 21 октября 2010 года и стал первым стереоскопическим мультфильмом, созданным в Италии. Он подводит итог сюжетной линии мультфильма «Клуб Винкс: Тайна затерянного королевства», завершающего события третьего сезона мультсериала «Клуб Винкс», но содержит в себе элементы из четвёртого сезона. В России мультфильм показали раньше, чем в Италии, в качестве компенсации за не вышедшую на экраны страны первую полнометражную ленту о феях Винкс. Режиссёр Иджинио Страффи с помощью фильма попытался донести до зрителя идею о том, что у каждой медали есть обратная сторона: даже придя к своей мечте, есть шанс столкнуться с непредвиденными событиями, но нужно найти в себе смелость их преодолеть. По сюжету главная героиня Блум воссоединилась со своими родителями и живёт на своей родной планете в качестве принцессы, но сталкивается с трудностями в отношениях с отцом, а силы зла в очередной раз пытаются захватить мир. Своё вдохновение Страффи черпал из «Ромео и Джульетты», греческих и средневековых мифов и легенд, а также из Каббалы.
Лента создавалась на студии Rainbow CGI, которая впервые была открыта для создания первой полнометражной картины во вселенной Клуба Винкс. Для создания мультфильма команде Rainbow пришлось изучить новую технологию, ранее не задействованную в Италии. Критики негативно высказались о сюжете, анимации, синхронизации движений и тех вещах, которым был придан стереоскопический объём. Как и в случае с предыдущим мультфильмом серии, замечаниям подверглись пропорции персонажей и их одежда. Кроме того, критики считают, что мораль в мультфильме непонятна маленьким детям и скрывается за «высокими каблуками и откровенными нарядами». Ряд французских рецензентов увидел в мультфильме пропаганду ограничения свободы женщин, выражающуюся в положительном отношении главных героинь к домашнему хозяйству. Несмотря на в целом отрицательное отношение, некоторые критики признают, что сюжет мультфильма заинтересует детей и что анимация в нём находится на достаточно высоком уровне. Мультфильм был издан на DVD, Blu-ray и Blu-ray 3D, а также получил ряд книг по мотивам. Саундтрек картины вышел на итальянском, английском и турецком языках, при этом в записи турецкого саундтрека участвовала группа Hepsi, одну песню для немецкого дубляжа исполнили LaViVe, а часть песен для русского дубляжа спели Ранетки.

## Сюжет
Алфея празднует начало нового учебного года, но во время праздника на школу нападают ведьмы Трикс. Винкс приходится без Блум сражаться с ведьмами, но тем удаётся украсть для Ведьм-прародительниц волшебный компас, который должен привести их к Древу Жизни, поддерживающему баланс между добром и злом в Волшебной вселенной. В это время Блум на Домино живёт жизнью принцессы. Родители подарили ей белоснежную лошадь по имени Пег, а Скай, который теперь стал королём Эраклиона, наконец сделал девушке предложение. Но отец Ская Эрендор запрещает сыну жениться на принцессе, рассказав ему о том, что когда-то помог Ведьмам-прародительницам уничтожить Домино. Скай отменяет своё предложение. Король Орител, отец Блум, возмущён и изгоняет Ская из Домино, а для Блум приводит принцев со всех уголков Волшебного измерения, чтобы она выбрала себе жениха. Скай маскируется под одного из них и пытается всё объяснить, но Орител не желает ничего слушать, и Скай вынужден бежать, оставив Блум записку с объяснением причин. Древние ведьмы и Трикс находят Древо Жизни, с помощью мощного заклинания нарушают его баланс и забирают положительную энергию Магикса. Блум вместе с подругами из Клуба Винкс отправляется на Землю в Гардинию — город, где Блум выросла, — но там они чувствуют последствия колдовства ведьм и теряют свои силы. Утратив волшебные силы, Винкс помогают по дому приёмным родителям Блум, Майку и Ванессе. Ведьмы понимают, что Древо ещё не уничтожено и на нём ещё остался бутон положительной магии. Они вспоминают, что однажды дали Эрендору песочные часы с пыльцой Древа, чтобы защитить Эраклион в обмен на предательство Домино.
В Гардинию прилетают специалисты, и Скай рассказывает Блум историю об Авраме — городе на Эраклионе, который древние ведьмы уничтожили, чтобы заставить Эрендора предать родную планету Блум. Эрендор случайно разбил часы, когда приходил навестить мёртвый город, и из пыльцы вырос росток. Винкс со специалистами и лошадью Пег отправляются на летающем корабле в Аврам, чтобы найти росток. По пути их атакуют призраки погибших жителей города. Трикс и древние Ведьмы-прародительницы тоже отправляются туда и пытают Эрендора, но его спасает Орител. Винкс и специалисты ищут росток, но в заброшенном городе у них начинаются галлюцинации, и Блум со Скаем отделяются от остальной команды. Когда остальным Винкс удаётся собраться вместе, из стен начинают выползать ду́хи, и появляются Трикс с бессознательным Эрендором на руках. Скай и Блум ищут волшебный росток, но город выстраивает ловушки на их пути. Лошадь Пег находит Блум и Ская и отвозит их к ростку, но их замечают одна из Ведьм-прародительниц и Айси. Последняя начинает метать в Блум ледяные шипы, но промахивается и попадает в росток. Волшебная пыльца выходит наружу, и феи снова получают свои силы. Аврам избавляется от тёмной магии, и специалисты подоспевают на помощь феям. Древние ведьмы вселяются в Трикс и начинают ожесточённо сражаться с героями. Орител и Эрендор помогают им, но затем Эрендор заслоняет собой Блум и погибает с чувством удовлетворения от того, что вернул Орителу долг. Винкс побеждают Трикс и уничтожают древних ведьм. Орител говорит, что собрал немного пыльцы из ростка, и с её помощью воскрешает Эрендора, а затем извиняется перед Блум и Скаем, благословляя их свадьбу. Город Аврам возвращается к жизни.

## Роли озвучивали
| Винкс  | Винкс             | Парни   | Парни              |
| Роль   | Актёр             | Роль    | Актёр              |
| ------ | ----------------- | ------- | ------------------ |
| Блум   | Летиция Чампа     | Скай    | Марко Вивио        |
| Стелла | Перла Либератори  | Брендон | Джанфранко Миранда |
| Флора  | Илария Латини     | Гелия   | Леонардо Грациано  |
| Муза   | Джемма Донати     | Ривен   | Эмилиано Кольторти |
| Текна  | Домитилла Д’Амико | Тимми   | Давиде Перино      |
| Лейла  | Лаура Ленги       | Набу    | Саша Де Тони       |

## Основа и особенности мультфильма
Мультфильм является сиквелом и завершает сюжетную линию картины «Клуб Винкс: Тайна затерянного королевства», которая, в свою очередь, является продолжением третьего сезона мультсериала «Клуб Винкс», объединившего в себе элементы европейского стиля и японской анимации жанра Махо-сёдзё (яп. 魔法少女 махо: сё:дзё, «девушка-волшебница»). Его сюжет повествует о команде юных фей, называющих себя Винкс и борющихся со злом в мире волшебства. Вымышленная вселенная сериала состоит из нескольких измерений, главным из которых является Магикс — волшебный мир, закрытый от обычных людей и населённый феями, ведьмами, пикси, ограми, троллями, монстрами и другими существами. Концепция волшебства фей в сериале представлена в виде волшебных трансформаций, которые они получают, выполнив определённые действия. Освоив трансформацию, фея может призвать её в любое время, после чего у неё появляются крылья, а одежда меняется на яркую и блестящую. В частности, в этой картине главные героини пользуются силой Беливикса, которую в четвёртом сезоне мультсериала получили за то, что помогли земной фее Рокси поверить в себя. Беливикс увеличивает силы фей благодаря вере людей в них.
Главные героини — шесть девушек с разных планет: Блум, Стелла, Флора, Муза, Текна и Лейла. Все они являются ученицами (выпускницами) Алфеи — школы для фей. Блум, Стелла и Лейла на своих планетах являются принцессами. Внешность героинь отчасти основана на образах Бритни Спирс, Камерон Диас, Дженнифер Лопес, Люси Лью, Пинк и Бейонсе. Протагонистом мультфильма является Блум, которая переживает события после финала своей основной сюжетной линии. Каждая из главных героинь мультфильма является феей-хранительницей своей планеты. К другим персонажам относятся Скай, Брендон, Ривен, Тимми, Гелия и Набу, которые состоят в романтических отношениях с девушками из Клуба Винкс. Все они, кроме Набу, — так называемые специалисты из школы Красный Фонтан, где молодые люди учатся владеть лазерным оружием. Набу — маг с Андроса, королевства Лейлы. Трикс и древние Ведьмы-прародительницы выступают антагонистами мультфильма. В мультфильме также подробно раскрываются характеры Оритела и Марион (настоящих родителей Блум), которые пытаются наладить отношения с дочерью после длительной разлуки, а также становится известно о прошлом Эрендора, отца Ская.

## Идея и создание
Иджинио Страффи начал планировать создание второй полнометражной картины о феях Винкс ещё в 2007 году, когда первый полнометражный мультфильм «Тайна затерянного королевства» всё ещё был в стадии производства. Основная идея фильма, по словам создателя, состоит в том, что у каждой медали есть обратная сторона и всегда нужно быть готовым ко всему и не терять веру в себя. В предыдущей картине Блум, главная героиня франшизы, осуществила свою мечту, воссоединившись со своими родителями и королевством. И если тот мультфильм задумывался как логический финал её долгих скитаний в поисках правды о своём прошлом, то новая картина показывает оборотную сторону жизни принцессы: консервативные правила, этикет и внезапный запрет отца на отношения со Скаем. Фактически, жизнь, которая поначалу казалась героине идеальной, уже перестаёт быть таковой, и она сталкивается с трудностями в отношениях с родителями. Создатель делает упор на том, что, даже достигнув предела своих мечтаний, можно столкнуться с непредвиденными драматическими последствиями.
Урок для зрителя, причём не только для детей, но и для взрослых, по словам режиссёра заключается в том, что следует не выпадать из реальности и находить в себе мужество справляться даже со сложными и непредвиденными ситуациями. Философия Винкс, подчёркивает автор, учит не только полагаться на своих друзей, но с оптимизмом и командным духом преодолевать невзгоды жизни, иначе говоря, «открывать в себе волшебство». В стремлении сделать мультфильм интересным для всей семьи автор наполнил его множеством отсылок к различной мифологии. Так, запрещённые героине отцом отношения со Скаем сопоставляются с шекспировскими «Ромео и Джульеттой», хотя и не заканчиваются трагическим финалом, как у знаменитого писателя. Кроме того, Страффи черпал вдохновение из греческой мифологии и средневековых легенд о божествах и героях, чьи силы отбирали в наказание или ради испытания. Автор также проводит аналогию между Древом Жизни из мультфильма и божественным замыслом Творца, описанным в Каббале.

Как и всегда, даже в чистой фантастике и воображении чьи-то жизненный опыт, истоки и культура лежат в основе каждой истории.
Оригинальный текст (итал.)Come sempre, anche nella pura finzione e fantasia, l’esperienza, il vissuto, nonché la cultura, sono alla base di ogni storia.
— Иджинио Страффи
Как и в случае с предыдущим мультфильмом франшизы, создание этого заняло длительное время, но, по словам режиссёра, его команда приняла вызов с энтузиазмом, опираясь на свой прошлый опыт. Путешествуя по миру, режиссёр обратил внимание на возрастающую популярность стереоскопической 3D-технологии и решил задействовать её в своей следующей разработке, чтобы дать зрителям возможность пережить события мультфильма в большей глубине. Несмотря на то, что проще было бы задействовать наработки предыдущего мультфильма, Страффи не использовал ни малейшую их часть, а создал всё с нуля с применением технологии стереоскопии. Иджинио вместе с Франческо Мастрофини, занимавшим пост директора по производству, и другими коллегами, долго путешествовали по разным странам, чтобы собрать необходимую информацию о технологии, которая для Италии была в новинку. С творческой точки зрения создателю пришлось столкнуться с новым испытанием: если при работе над первым мультфильмом сложность представляло воссоздание двухмерных персонажей в трёх измерениях, то на этот раз потребовалось перенести героев в стереоскопический мир, при этом сохраняя их узнаваемость. Учитывая высокую детализацию персонажей, их пышные длинные волосы, сложную анимацию движений и выразительность, создателям пришлось усердно работать над реализацией этой идеи.
Над мультфильмом работала команда из 400 человек. В общей сложности было нарисовано 5000 эскизов, иллюстрирующих 90 сценографий и 220 моделей персонажей в разных нарядах и трансформациях. Фильм делится приблизительно на 125 000 ключевых кадров, которые состоят из более чем 5 миллионов слоёв. Внимание к деталям было одним из наивысших приоритетов создателей, особенно в цветочных платьях и необычных причёсках героинь. Причёскам было уделено наибольшее внимание: для натуральной анимации волос было создано несколько независимых траекторий их движения. Создание стереоскопической картины в то время было рискованным шагом для создателей, поскольку на момент работы над ней 3D-кино ещё не завоевало той популярности, которую получило с выходом «Аватара». Кроме того, производство этого мультфильма обошлось создателям примерно на 30 % дороже, чем предыдущей части, но Страффи надеется, что его усилия и вложения не оказались напрасны: Rainbow стала первой итальянской студией анимации, которая целиком самостоятельно создала стереоскопический мультфильм. Успешную работу создатель связывает с профессионализмом команды своей компании, которая значительно выросла с момента работы над предыдущей картиной: в ней появились выделенные офисы для пред- и постпроизводства, отдельные аудио- и видеостудии, а её компьютерный центр стал одним из крупнейших в Италии.

## Музыка
Как и в случае с мультсериалом «Клуб Винкс», песни мультфильма были дублированы на несколько языков. Итальянский Audio CD с саундтреком фильма вышел в Италии 18 октября 2010 года в составе журнала TV Sorrisi e Canzoni. Все представленные на нём песни исполнила Элиза Росселли, уже известная своей работой над большинством песен в мультсериале «Клуб Винкс». Итальянская и турецкая версии вышли в iTunes, а английская версия вышла в iTunes, Amazon Music, а также на Audio CD в формате Disc on Demand (печать диска на заказ).
Для турецкой версии альбома, который поступил в продажу в сентябре 2010 года, две песни («Harikalar Diyarı» и «Süper Kızlar») исполнила популярная группа Hepsi, которая также записала музыкальное видео на песню «Harikalar Diyarı», снятое на «пиратском корабле» в Эскишехире. Немецкую версию главной темы фильма, «Magical World of Wonder», исполнили победители немецкого шоу Popstars: Girls forever, группа LaViVe. Русские песни для мультфильма записали группа «Ранетки» и актриса Екатерина Семёнова. При этом «Ранетки» положительно высказались о мультфильме: им понравился тот настрой, который передаёт мультфильм, его песни и Винкс в целом.
| №   | Название                   | Длительность |
| --- | -------------------------- | ------------ |
| 1.  | «Tutta la Magia del Cuore» | 2:58         |
| 2.  | «Believix»                 | 3:05         |
| 3.  | «Insopportabile Alchimia»  | 2:45         |
| 4.  | «Per Sempre»               | 3:13         |
| 5.  | «Due Destini in Volo»      | 3:48         |
| 6.  | «Fatto Apposta Per Me»     | 3:22         |
| 7.  | «Supergirl»                | 3:20         |
| 8.  | «Mentre Il Mondo Gira»     | 3:50         |
| 9.  | «Irraggiungibile»          | 4:38         |
| 10. | «Big Boy»                  | 2:57         |
| 11. | «Ora Sei Libertà»          | 8:17         |

| №   | Название                    | Длительность |
| --- | --------------------------- | ------------ |
| 1.  | «A Magical World Of Wonder» | 2:55         |
| 2.  | «Believix»                  | 3:05         |
| 3.  | «Good Girls Bad Girls»      | 2:43         |
| 4.  | «Forever»                   | 3:23         |
| 5.  | «Don't Wake Me Up»          | 4:12         |
| 6.  | «Famous Girls»              | 3:21         |
| 7.  | «Supergirls»                | 3:17         |
| 8.  | «Love Can't Be Denied»      | 3:47         |
| 9.  | «Endlessly»                 | 4:35         |
| 10. | «Big Boy»                   | 2:54         |
| 11. | «Love Is A Miracle»         | 10:02        |

| №  | Название           | Длительность |
| -- | ------------------ | ------------ |
| 1. | «Harikalar Diyarı» | 2:57         |
| 2. | «Süper Kızlar»     | 3:16         |
| 3. | «Kır Zincirini»    | 3:26         |
| 4. | «İyiler, Kötüler»  | 2:48         |
| 5. | «Cool Çocuk»       | 2:57         |
| 6. | «Aşk Bir Mucize»   | 3:41         |
| 7. | «Aşktan Kaçılmaz»  | 3:55         |
| 8. | «Uyandırma»        | 4:16         |
| 9. | «Her Zaman»        | 3:28         |

## Критика и отзывы
Итальянские критики в целом приняли картину не лучше, чем предыдущую работу студии. Некоторые называют фильм посредственным, даже скучным, а в создании первого стереоскопического мультфильма в Италии не видят ничего особенного. «Розовый цвет, звёздочки, лепесточки, пузыри, фигуры и макияж» — так видит мультфильм Лиетта Торнабуони из итальянского ежедневника La Stampa. Марианна Каппи с ресурса MYmovies убеждена, что мультфильм не «цепляет» зрителя ничем, кроме 3D-эффекта во время открывающей заставки, а сюжет является избитым: обременительная жизнь принцессы незадолго до этого уже освещалась в «Шреке». Антонелло Муроло с киноресурса EveryEye называет сюжет мультфильма слишком предсказуемым и линейным, а анимацию персонажей — ненатуральной и напоминающей пластиковых кукол; по её мнению, картина не сможет заинтересовать зрителей за пределами целевой возрастной аудитории. Диего Альтобелли с FilmUP отмечает отсутствие оригинальности сюжета, а персонажи, по его словам, «не имеют характера». Федерико Бони (известный как Dr. Apocalypse) с сайта Cineblog отметил, что объём в мультфильме получили только «вылетающие» из экрана спецэффекты в виде сердечек, звёздочек и лучей волшебства, в то время как действительно впечатляющие сцены, такие как летающий корабль, остались без внимания. Анимацию мультфильма рецензент называет «гротескной, жидкой и лишённой выразительности», а историю — слабой и разбавленной «раздражающими» песнями, которые на его взгляд только отвлекают зрителя от диалогов. Лучилла Грасселли с известного итальянского сайта о кино MoviePlayer критикует мультфильм за то, что сюжет развивается негармонично и непоследовательно и содержит слишком много морали для полуторачасовой длины. Автор рецензии осуждает постоянное смещение камеры, мешающее восприятию сцен. Эмануэле Рауко в рецензии на сайте Cine-Zone пишет, что фильм является «устаревшим с точки зрения рисовки, сумбурных песен, построения нарратива, уродливых шуток», а также сравнивает анимацию ленты с работами 1980-х годов, к которым добавили 3D-эффект (хотя и «менее уродливый, нежели у продуктов других миллиардеров наподобие „Повелителя стихий“») «с лесом цветов и неперевариваемых большинством тонов, от которых, впрочем, девочки впадут в экстаз».
Некоторые французские критики осуждают мультфильм в связи с тем, что его героини положительно относятся к домашнему хозяйству, а с такими ценностями «девочки не станут свободными женщинами». Греческий критик Манолис Кранакис пишет, что персонажи выглядят как «мутировавшие Барби», а их мечты сводятся к «красивым платьям» и «тому, что хороший ребёнок делает по дому». Антагонисты же в мультфильме, по мнению Кранакиса, существуют только для того, чтобы «олицетворять типичных стерв, только в версии для несовершеннолетних». Рецензент отмечает недостаточную синхронизацию движений персонажей с их лицами и окружающей средой. В целом он считает, что картина выглядит даже более дилетантской, чем тестовые работы Pixar 1980-х годов, и что она не сможет завоевать симпатию зрителей за пределами целевой аудитории. Рецензент с нидерландского портала Filmtotaal пишет, что заложенные в мультфильме положительные послания останутся непонятыми юными зрительницами, и те обратят внимание только на увлечённость героинь своим внешним видом и молодыми людьми. «Для Блум», — пишет критик, «особенно важно спасти свою свадьбу со Скаем, а спасение волшебного мира — для героев это просто случай. К тому же они носят короткие блузки, ещё более короткие юбки и высокие каблуки — не лучший пример для маленьких девочек». Рецензент также отмечает отсутствие оригинальности идеи мультфильма, называя его смесью «Гарри Поттера» с «Аватаром». Фунда Суларёз с турецкого сайта о кино Beyazperde выражает озабоченность тем, что некоторые поступки персонажей могут стать для детей не лучшим примером, в частности, когда одна из девушек улетает в другое измерение, рассердившись на отца.
| Зрительский рейтинг    | Зрительский рейтинг    | Зрительский рейтинг    |
| (на 17 ноября 2019 г.) | (на 17 ноября 2019 г.) | (на 17 ноября 2019 г.) |
| ---------------------- | ---------------------- | ---------------------- |
| Сайт                   | Оценка                 | Голосов                |
| IMDb                   | · ссылка               | 652                    |
| Filmweb                | · ссылка               | 845                    |

Несмотря на в целом отрицательную оценку мультфильма, некоторые из критиков выделяют и положительные стороны. К примеру, Мариана Каппи пишет, что, хоть настоящих стереоскопических эффектов в мультфильме и немного, но сам этот факт напоминает зрителю о том, что настоящий «объём» мы сами придаём картине в своих умах и сердцах. Антонелло Муроло отмечает, что для детей фильм выглядит захватывающе и увлекательно, привлекает сочными цветами и впечатляющими 3D-эффектами, к тому же содержит мораль, хотя и «скрывающуюся за мини-юбками и высокими каблуками». Фунда Суларёз считает, что для детей, которые до этого смотрели мультсериал о Винкс только по телевизору, это хороший повод посетить кинотеатр. Диего Альтобелли замечает, что, несмотря на отсутствие оригинальности, сюжет радует поклонников связанностью с оригинальной историей и флэшбэками; критик также выделяет яркую цветовую гамму и «более или менее талантливое» звуковое сопровождение. Лучилла Грассетти отмечает высокое качество 3D-эффектов, хотя, по её словам, объём следовало придать более важным вещам, чем спецэффекты заклинаний. Памела Пианецца пишет, что 3D-эффекты являются достаточно впечатляющими, а сюжет достаточно проработанным для переноса истории на большой экран. Ямайка Винк с нидерландского Filmpjekijken также отмечает красивую и детализированную анимацию и то, что сюжет придётся по вкусу поклонникам франшизы. Греческий критик Несторас Поилакос в обзоре на сайте SevenArt.gr расценивает мультфильм как пример европейской мультипликации на уровне Голливуда. Он пишет, что хорошо продуманная анимация картины привлечёт не только детей, но и взрослых. Он высоко оценивает броскую цветовую палитру, динамичный сюжет, захватывающие 3D-эффекты и постоянный экшен на экране с участием разных фантастических персонажей, приближенных по стилю к Барби.

## Выход и признание
В марте 2010 года создатели огласили название мультфильма и дату его премьеры, дистрибьютором фильма в Италии выступила компания Medusa Film. 21 июля того же года на кинофестивале Джиффони прошла демонстрация первых нескольких минут мультфильма, в том же месяце мультфильм попал на семейный кинофестиваль Фьюджи. Мультфильм дебютировал на большом экране 17 октября 2010 года на праздничном предпоказе в московском кинотеатре «Октябрь», который посетили звёзды российского кино и телевидения, а также группа Ранетки и лично Иджинио Страффи. Общероссийская премьера состоялась 21 октября 2010 года. Решение показать мультфильм в России раньше остальных стран Иджинио Страффи назвал компенсацией за то, что в кинопрокате страны не выходила первая полнометражная картина «Тайна затерянного королевства». 28 октября прошёл праздничный предпоказ фильма на Римском кинофестивале, где актёры, изображавшие героев мультфильма, танцевали балет. На следующий день, 29 октября, состоялась премьера мультфильма в Италии и Турции. Мультфильм был в прокате в 22 странах, и его выход на экраны кинотеатров продолжался вплоть до 19 декабря 2012 года, когда состоялась последняя премьера в Египте. Кассовые сборы в Италии составили $3,87 млн, из которых $935 000 были заработаны за первую неделю проката. Во всём мире фильм собрал $8,7 млн, из которых $2,7 млн приходится на Россию. За первую неделю проката в России кассовые сборы оказались больше, чем в Италии: $1,18 млн. Несмотря на скромные кассовые сборы, создатель делает ставку на продажи лицензированной продукции:

Мы придаём индукции большее значение, чем сравнению кассовых сборов с себестоимостью. И когда я говорю об индукции, я имею в виду кукол, видеоигры, домашнее видео, лицензированную пищевую продукцию, одежду, журналы, гастроли наших мюзиклов, ледовое шоу и, наконец, тематический парк Rainbow Magicland.— Иджинио Страффи
Министерство культурного наследия, культурной деятельности и туризма Италии признало мультфильм национальным культурным наследием, хотя несколько итальянских критиков высказалось об этом с иронией.
| Награды и номинации       |                                       |             |
| Премия                    | Категория                             | Итог        |
| Давид ди Донателло (2011) | Лучшие визуальные эффекты             | Номинирован |
| Italian 3D Awards         | Лучший итальянский анимационный фильм | Победа      |

## Издания
В России мультфильм издала компания «Новый Диск», объединённое издание на DVD и Blu-ray вышло 18 ноября 2010 года. В Италии мультфильм выпустила компания Medusa Film, DVD и Blu-ray версии были изданы 23 февраля 2011 года. При этом итальянская 3D-версия фильма как на DVD, так и на Blu-ray содержит только анаглифный видеоряд с картонными очками в комплекте, в то время как в таких странах, как Франция, Германия и Россия вышла полноценная версия для 3D-телевизоров. В США мультфильм был издан на DVD 13 августа 2013 года в озвучке канала Nickelodeon в виде обрезанной 45-минутной версии и содержит семь серий пятого сезона мультсериала «Клуб Винкс» на втором диске. Российское и итальянское издания помимо фильма содержат интервью с создателями.
| Дата выхода DVD | Дата выхода DVD | Дата выхода DVD | Дата выхода DVD | Дата выхода Blu-ray | Дата выхода Blu-ray | Дата выхода Blu-ray |
| Регион 1        | Регион 2        | Регион 4        | Регион 5        | Регион A            | Регион B            | Регион C            |
| --------------- | --------------- | --------------- | --------------- | ------------------- | ------------------- | ------------------- |
| 13 августа 2013 | 23 февраля 2011 | н/д             | 18 ноября 2010  | н/д                 | 23 февраля 2011     | 18 ноября 2010      |